# 河野友美
河野友美（こうの ともみ、1929年2月1日－1999年2月23日）は、日本の食品研究家。

## 略歴
兵庫県出身。関西学院大学卒。大阪市立大学助手などをへて、1968年大阪薫英女子短期大学教授。1964年河野食品研究所を設立し所長となる。食品学,栄養学・調理科学・嗜好学をベースに生活文化を研究した。

## 著書
- 『台所の理学』光生館 1966
- 『お酢の百科』真珠書院 1966
- 『おいしさの心理学 偏食も治る』真珠書院 1967
- 『味のからくり』光生館 1967
- 『しょうゆの百科』真珠書院 1968
- 『調味料の百科 改訂増補版』真珠書院 1968
- 『調理科学』(生活科学シリーズ) 化学同人 1968
- 『台所を見なおそう』光生館 1969
- 『トマトの百科』真珠書院 1969
- 『ワインの百科』(パール新書) 真珠書院 1969
- 『食卓を楽しく』文研出版 1970
- 『食品小百科』ドメス出版 1971
- 『料理の事典』医歯薬出版 1973
- 『子どもに安全な食べもの』ドメス出版 1973
- 『たべものと日本人』講談社現代新書 1974
- 『しょうゆ風土記』毎日新聞社 1974
- 『味のしくみ』(NHKきょうの料理) 日本放送出版協会 1974
- 『昔のおいしさを伝える手作りの味』(料理ハンドブック) ひかりのくに 1975
- 『若さを保つ健康食』(コレクション・ファミリエ) ひかりのくに 1975
- 『食べるのが怖い 子供や家族を汚染食品から守る法』(21世紀ブックス) 主婦と生活社 1975
- 『ごま健康食 不思議なききめ』(料理ハンドブック ひかりのくに 1976
- 『台所の科学』(食の科学叢書 丸ノ内出版 1977
- 『調理の科学』(食の科学叢書 丸ノ内出版 1977
- 『味と文化』講談社現代新書 1977
- 『たべもの嗜好学入門』毎日新聞社 1978 のち中公文庫
- 『お料理パズル』鎌倉書房 1979
- 『味から香りへ 日本人と食物』(玉川選書)玉川大学出版部 1980
- 『10年間の料理の変化 大阪・東京-夕食2000人調査』河野食品研究所 1980
- 『日本人の味覚』(玉川選書 玉川大学出版部 1980
- 『日本人の調理器具』(玉川選書) 玉川大学出版部 1980
- 『栄養手帖 新しい栄養知識を簡明に』(カラーブックス) 保育社 1981
- 『しょうゆ味の旅 日本人と食物』(玉川選書) 玉川大学出版部 1982
- 『健康をつくる食事 食物の効用と調理献立のポイント』厚生出版社 1982
- 『トマト味の旅 日本人と食物』(玉川選書 玉川大学出版部 1982
- 『嗜好の科学』(食の科学叢書 丸ノ内出版 1982
- 『まちがい食品学』毎日新聞社 1982 のち中公文庫
- 『台所なるほど科学事典 知らないと大変!食生活の常識・非常識』(ライフ・カレント)PHP研究所 1982
- 『コツと科学の調理事典』医歯薬出版 1983
- 『警告!恐るべき子供の食卓 こんなもの食べさせて親といえるか』(ワニの本) ベストセラーズ 1983
- 『しょうゆクッキング』(カラーブックス 健康食百科) 保育社 1983
- 『なるほど料理術 材料、器具が変わればコツもこんなに変わる』主婦の友社 1983
- 『パンの手帖』(カラーブックス 健康食百科) 保育社 1984
- 『食べものからみた聖書』日本基督教団出版局 1984
- 『まちがい料理学』毎日新聞社 1984
- 『ビタミンE』(カラーブックス 健康手帖 保育社 1984
- 『調味料の基礎知識 その特質と働き』家政教育社 1985
- 『玄米食のすすめ』(カラーブックス 健康食百科) 保育社 1985
- 『まちがい食事学』毎日新聞社 1985
- 『背の青い魚 EPAの多い魚料理』(カラーブックス 健康食百科) 保育社 1985
- 『酢で健康』(カラーブックス 健康食百科) 保育社 1985
- 『これだけは知っておきたい新健康食品百科』毎日新聞社 1986
- 『旨味の旋律 調味料』(<食>の昭和史 9) 日本経済評論社 1986
- 『健康に暮らすための水百科』毎日新聞社 1986　のち中公文庫
- 『食べものの道』三嶺書房 1987　「食味往来」中公文庫
- 『新食品学』(生活科学シリーズ 化学同人 1987
- 『お料理大成功 プロのコツ教えます』企画室 1989
- 『食べものからみた聖書 続』日本基督教団出版局 1989
- 『「料理・食べもの」ものしり雑学』(知的生きかた文庫) 三笠書房 1990
- 『食文化の嗜好』(食の科学選書 光琳 1991
- 『「料理の雑学」ものしり事典』(知的生きかた文庫) 三笠書房 1992
- 『すぐに役立つ料理・食べもの1分間雑学』(知的生きかた文庫 三笠書房 1994
- 『おいしさの科学味を良くする科学 食べ物の不思議なサイエンスを探る』旭屋出版 1994
- 『食事から学ぶ長寿 長生きの秘訣は食事にあり』リバティ書房 1994
- 『子どもの健康をつくる栄養知識 育ち盛りに何を食べさせればいいのか』企画室 1995
- 『「食べる健康」早わかり事典 知っていると100倍トクする』(知的生きかた文庫) 三笠書房 1996
- 『味の文化史』世界書院 1997
- 『人気料理をおいしくするコツ』旭屋出版 1997
- 『「料理コツのコツ」早わかり事典』(知的生きかた文庫) 三笠書房 2001
- 『「料理の雑学」ものしり事典』(知的生きかた文庫) 三笠書房 2006

### 共編著
- 『食品事典』全12巻（編） 真珠書院 1967-1968
- 『食品学』(生活科学シリーズ) 池畑秀夫共著 化学同人 1967
- 『食品大辞典』編 真珠書院 1970
- 『調理科学事典』沢野勉,杉田浩一共編 医歯薬出版 1975
- 『調理学』楠喜久子共編 講談社 1977
- 『新しい調理師』全3巻 沢野勉共編 講談社 1978
- 『トータルクッキング 調理学・実習・実験・演習の手びき』山田光江共編 講談社 1979
- 『高年者食事』(カラーブックス 健康手帖) 高山英世共著 保育社 1982
- 『胡麻種実食』(カラーブックス 健康食百科)山口米子共著 保育社 1982
- 『高血圧 生活と食事』(カラーブックス 健康手帖) 高山英世共著 保育社 1982
- 『こども食事 偏食防止法』(カラーブックス 健康手帖) 石見宥子共著 保育社 1982
- 『栄養指導』(歯科衛生士教本) 赤坂守人共著 医歯薬出版 1983
- 『わが子の健康と食事365日』編著 フレーベル館 1984
- 『心臓病 狭心症・心筋梗塞の生活と食事』(カラーブックス 健康手帖)吉川純一共著 保育社 1986
- 『飲む水出る水水の健康法』(健康双書) 太田雅子,安田三弥共著 農山漁村文化協会 1988
- 『新・食品事典』全14巻 編 真珠書院 1991-1999
- 『食から見直す子どもの健康 今のままでは子どもが危ない!』編著 ぎょうせい 1995
- 『おいしい和食をつくるコツ 料理の味と調理を科学の目で解明』大滝緑, 山口米子共著 旭屋出版 2005